# 岩科司
岩科 司（いわしな つかさ、1952年 - ）は日本の植物学者。山梨県生まれ。現在、国立科学博物館植物研究部部長、筑波実験植物園長。研究分野は植物化学分類学。
植物分類学の分野ではトバタアヤメ（Iris sanguinea Hornem. var. tobataensis）などの記載を秋山忍とともに行った。

## 経歴
- 1975年 - 玉川大学農学部
- 1982年 - 東京農業大学大学院農学研究科修了